# Starksia sangreyae
Starksia sangreyae är en fiskart som beskrevs av Castillo och Baldwin 2011. Starksia sangreyae ingår i släktet Starksia och familjen Labrisomidae. Inga underarter finns listade i Catalogue of Life.